# Linie van de Nieuwe Vaart
De Linie van de Nieuwe Vaart is een linie die in 1644-1645 door de Spaansgezinden werd aangelegd, nadat de Staatsen achtereenvolgens Sas van Gent en Hulst hadden ingenomen. Daarbij viel ook de Linie van Communicatie tussen Hulst en Sas van Gent in Staatse handen.
De Spaansgezinden legden daarop een linie aan die ten zuiden van de nu voor hen verloren linie kwam te liggen. Deze linie, waarvan de overblijfselen, onder meer op het grondgebied van de huidige gemeente Moerbeke, nog te vinden zijn, bestond naast een liniedijk en de reeds bestaande gracht (Parmavaart) nog uit een aantal forten, zoals Fort Francipani (ook gespeld als Francipany of Francipanie, en voor jaar van oprichting ook 1585 opgegeven), Fort Keizershoek (of: Fort Papemutse) en Fort Ter West.
De linie begon bij Fort Moerspui, dat overigens snel in Staatse handen viel, en liep in zuidelijke richting ten westen van Moerbeke.